# علم أمراض المسالك البولية النسائية
علم أمراض المسالك البولية النسائية هو تخصص فرعي جراحي لطب الجهاز البولي وطب النساء.

## التاريخ
في عام 1893، اخترع هاورد أتوود كيلي أخصائي أمراض النساء وأحد رواد طب الجهاز البولي، جهاز منظار المثانة الهوائية والذي كان ببساطة أنبوبًا مجوفًا يدويًا يحتوي على جزء زجاجي. [1] عندما اجتمعت الجمعية الأمريكية للجراحة، والتي سُميت في وقت لاحق كلية الجراحين الأمريكية، في بالتيمور في عام 1900، أُقيمت مسابقة بين هاورد كيلي وهيو هامبتون يونغ، الذي يعتبر الأب الروحي لطب المسالك البولية الحديثة. [2] باستخدام منظار المثانة الخاص به، أدخل كيلي القسطرة إلأى الحالب في مريضة في 3 دقائق فقط. استطاع يونغ أن يُعادل هذا الوقت ولكن في مريض ذكر. [3] هكذا بدأت المنافسة التنافسية الودية بين أطباء أمراض النساء وأطباء المسالك البولية في مجال أمراض النساء والمسالك البولية النسائية. استمرت هذه المنافسة الودية لعقود. في العصر الحديث، أدى الاهتمام المتبادل بين أطباء التوليد وأمراض النساء وأطباء المسالك البولية إلى مشاكل إلى مجهودات أكثر تعاونية.

## التعليم والتدريب
أطباء أمراض المسالك البولية النسائية هم من المهنيين الطبيين الذين التحقوا بالمدرسة الطبية وحصلوا على شهادة الطب الأساسية، ثم حصلوا على التدريب بعد التخرج في طب التوليد والنسائيات. يقوم هؤلاء الأطباء بعد ذلك بمزيد من التدريب في علم أمراض النساء البولية للحصول على شهادة الاعتماد في هذا التخصص الفرعي. تختلف متطلبات البرنامج التدريبي ومدته من بلد إلى آخر، ولكن عادةً ما تكون في حدود 2-3 سنوات في معظم الأماكن. تتوافر برامج الزمالة في أمراض المسالك البولية النسائية في بعض البلدان، ولكن ليس كلها، وتتفاوت مستويات الاعتماد الرسمي والشهادات من بلد إلى آخر.
الرابطة الدولية لأمراض المسالك البولية النسائية هي هيئة عالمية للمهنيين الذين يمارسون في مجال علم أمراض المسالك البولية وجراحات الحوض الترميمية. تسهل تلك الرابطة تدريب الأطباء من الدول التي ليس لديها برامج تدريب رسمية من خلال الحفاظ على ونشر دليل برنامج الزمالة. توفر الرابطة أيضًا فرصًا تعليمية لأطباء أمراض المسالك البولية النسائية في كل من الإنترنت، وتطوير المصطلحات والتوحيد القياسي للميدان. جمعية أمراض السلس هي منظمة عالمية أخرى تسعى إلى تحسين نوعية الحياة للمتضررين من الاضطرابات القلبية وأمراض وحوض من خلال التعليم والبحث.

## نطاق الممارسة
علم أمراض المسالك البولية النسائية هو تخصص فرعي لأمراض النساء، ويُعرف في بعض البلدان أيضًا باسم طب الحوض والجراحة الترميمية. يدير أخصائي أمراض النساء المشاكل السريرية المرتبطة بأمراض الحوض والمثانة. تؤثر اضطرابات قاع الحوض على المثانة والأعضاء التناسلية والأمعاء. تشمل اضطرابات قاع الحوض الشائعة سلس البول، وهبوط الأعضاء في الحوض وسلس البراز. أصبح المتخصصون في علم أمراض المسالك البولية النسائية مسؤولين على نحو متزايد عن رعاية النساء اللواتي تعرضن لصدمة في العجان أثناء الولادة.
علم أمراض المسالك البولية النسائية هو تخصص فرعي لأمراض النساء، ويُعرف في بعض البلدان أيضًا باسم طب الحوض والجراحة الترميمية. يدير أخصائي أمراض النساء المشاكل السريرية المرتبطة بأمراض الحوض والمثانة. تؤثر اضطرابات قاع الحوض على المثانة والأعضاء التناسلية والأمعاء. تشمل اضطرابات قاع الحوض الشائعة سلس البول، وهبوط الأعضاء في الحوض وسلس البراز. أصبح المتخصصون في علم أمراض المسالك البولية النسائية مسؤولين على نحو متزايد عن رعاية النساء اللواتي تعرضن لصدمة في العجان أثناء الولادة.
يوجد بعض التقاطع مع التخصص الفرعي لعلم المسالك البولية الأنثوية - حيث يخضع هؤلاء الأطباء المتخصصين في مجال المسالك البولية لتدريب إضافي ليتمكنوا من التعامل مع حالات سلس البول عند النساء، وسقوط الأعضاء التناسلية وارتخاء عضلات الحوض والتهاب المثانة. وبالإضافة إلى ذلك، يهتم جراحو القولون والمستقيم بشكل خاص بحالات السلس الشرجي واختلال وظيفة الحوض المرتبطة بالمستقيم. تشجع ممارسة علم أمراض النساء المعاصرة الفرق متعددة التخصصات التي تعمل في رعاية المرضى، مع تداخل تعاوني مع أطباء أمراض المسالك البولية النسائية، وأطباء المسالك البولية، وجراحي القولون والمستقيم، وأطباء رعاية المسنين، وأخصائيي العلاج الطبيعي. يعتبر ذلك النوه من التعاون مهم بشكل خاص في رعاية المرضى الذين يعانون من مشاكل معقدة، على سبيل المثال، أولئك الذين خضعوا لعملية جراحية سابقة أو الذين يُعانون من سلس البول، أو وجود بعض مشاكل المسالك البولية والأمعاء. يُعد تعاون المتخصصين من تلك المجالات المختلفة جزءًا هامًا من للتعامل مع تلك الحالات.
يعالج أطباء أمراض المسالك البولية النسائية النساء المصابات بسلس البول واختلال وظيفة الحوض. تشمل الحالات السريرية التي قد يراها أخصائي أمراض المسالك البولية السلس الناتج عن الإجهاد، أو فرط نشاط المثانة، أو صعوبة التبول، أو آلم المثانة، أو آلام مجرى البول، أو هبوط المهبل أو الرحم، أو عسر التغوط، أو السلس الشرجي، أو الإصابة العجانية. كما يعالجون أيضًا حالات الناسور المثاني المهبلي أو النواسير المستقيمية بالتعاون مع متخصصي المجالات الأخرى.
عادةً ما يتم تقييم المرضى باستخدام مزيج من أخذ التاريخ والفحص (بما في ذلك فحص الحوض وتقييم الهبوط باستخدام أنظمة معتمدة مثل نظام قياس تذبذب أعضاء الحوض وتقييم مدى تأثير جودة الحياة باستخدام استبيانات مصححة، بما في ذلك تقييم الوظيفة الجنسية. غالبًا ما تُستخدم متابعة المثانة بشكل يومي لقياس كمية السائل التي يتناولها الفرد، وعدد مرات التبول في النهار والليل، بالإضافة إلى حجم البول الذي يمكن أن تحتفظ به المثانة. وتشمل الاختبارات الآخرى إضافية ديناميكا الدم أو تنظير المثانة، وعادةً ما يبدأ العلاج بإجراءات متحفظة مثل تدريب عضلات قاع الحوض، وتغيير السوائل والمواد الغذائية أو تدريب المثانة. يمكن أيضًا استخدام العلاجات الدوائية للمثانة المفرطة النشاط، والتي قد تشمل الأدوية المضادة للوسكارين أو منبهات مستقبلات بيتا 3 - كل من هذه تساعد على السيطرة على الإلحاح الذي هو مفتاح تتوافق من المثانة المفرطة. إذا فشلت الأدوية، فإن الخيارات الأكثر جاذبية مثل حقن توكسين البوتولينوم في عضلة المثانة، أو التعديل العصبي هي خيارات أخرى لتخفيف الأعراض. يمكن تقديم العلاجات الجراحية لسلس الإجهاد و / أو التدليخ الرحمى إذا كان تدريب عضلات قاع الحوض غير ناجح.
نادراً ما تهدد مشاكل التناسلية الأحيائية الحياة، ولكنها تؤثر بشكل كبير على نوعية حياة الأفراد المصابين. عادة ما يستخدم علماء الأورام البطيئة تحسين نوعية الحياة كهدف علاج، وهناك تركيز كبير على تحسين الأعراض باستخدام التدابير المتحفظة قبل الشروع في علاجات أكثر تدخلاً.
بعض الحالات التي عولجت في ممارسة أمراض النساء البولية تشمل: [4]